# Ruth Hall
Pour les articles homonymes, voir Blasco.
Ruth Hall, née Ruth Gloria Blasco Ibáñez (Jacksonville, 29 décembre 1910 - Glendale, 9 octobre 2003) est une actrice américaine.
Elle était la nièce de Vicente Blasco Ibáñez et fut l'épouse de Lee Garmes.
Ruth Hall fut l'une des WAMPAS Baby Stars de 1932.

## Filmographie partielle

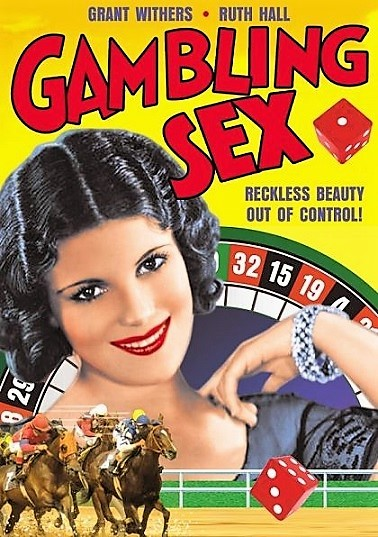
Ruth Hall à l'affiche de Gambling Sex en 1932.

- 1930 : Sous le ciel des tropiques (Hell Harbor), de Henry King
- 1931 : Monnaie de singe (Monkey Business), de Norman Z. McLeod : Mary Helton
- 1932 : Duke le rebelle (Ride Him, Cowboy)[2], de Fred Allen : Ruth Gaunt
- 1932 : Kid d'Espagne, de Leo McCarey : Anita Gomez
- 1932 : Miss Pinkerton de Lloyd Bacon : Paula Brent
- 1933 : L'Homme de Monterey (The Man from Monterey), de Mack V. Wright[3]  :  Dolores Castanares
- 1933 : Murder on the Campus, de Richard Thorpe : Ann Michaels
- 1933 : La Chevauchée de la gloire (The Three Musketeers), de Colbert Clark et Armand Schaefer : Elaine Corday
- 1934 : Beloved, de Victor Schertzinger : Patricia Sedley
- 1947 : Dernière lune de miel (Lost Honeymoon) de Leigh Jason
- 1948 : Parade de printemps (Easter Parade), de Charles Walters (non créditée)[4]
- 1948 : La Belle imprudente  (Julia Misbehaves), de Jack Conway (non créditée)[5]
- 1953 : Comment épouser un millionnaire (How to Marry a Millionaire),  de Jean Negulesco
- 1953 : La Folle Aventure (The I Don't Care Girl) de Lloyd Bacon
- 1953 : La Jolie Batelière (The Farmer Takes a Wife) d'Henry Levin